# 伊戈尔·博拉斯卡
伊戈尔·博拉斯卡（1970年9月26日—），克罗地亚男子赛艇、雪车运动员。他曾代表克罗地亚参加1996年、2000年和2004年夏季奥林匹克运动会赛艇比赛、2002年冬季奥林匹克运动会雪车比赛，获得一枚铜牌。